# Парк Бродовського
Парк Бродовський – парк розташовано у Варшевських пагорбах, в районі Желехова в північній частині Щецина.

## Історія
На місці парку в XIX ст., в тодішньому селі Челехова було кладовище Бродовського. 1904 року кладовище було розширено до 10 га. У 1944 році, під час бомбардування, кладовище було зруйновано. У 1960-х роках планувалося засипати ставок, але проект не був реалізований. У 1970-х роках територію було розчищено й названо парком Бродовського.

## Дендрофлора
Територія парку вкрита мішаним лісом і перетинається кількома стежками, що збереглися з макета кладовища. Окрім звичайних буків, до старих насаджень належать монументи: дуб звичайний з окружностями стовбура 320 см і 350 см; дуб скельний з окружністю стовбура 334 см; дуб червоний з окружністю стовбура 392 см; берека з окружністю стовбура 118 см; гіркокаштан звичайний з окружностями стовбура 380 см і 420 см; клен звичайний з окружностями стовбура 279 см, 313 см, 330 см; липа дрібнолиста з окружністю стовбура 423 см; липа широколиста з окружністю стовбура 303 см. У парку ростуть: береза повисла, граб звичайний, липа дрібнолиста, липа широколиста, бук звичайний, ясен звичайний, гімнокладус дводомний, явір, клен польовий, клен звичайний, тополя біла, тополя каліфорнійська, кладрастис кентукійський, верба біла, черемха пізня, горобина звичайна, горобина проміжна, платан лондонський, в'яз шорсткий, кипарисовик Лавсона, ялина європейська, тис ягідний, болотяний кипарис дворядний, модрина європейська, модрина єврояпонська, туя західна. Через парк, із північного заходу на південний схід, протікає невеличкий струмок. Біля вулиці Словича знаходиться Костел Матері Божої Остробрамської (був збудований у 1911 році і був каплицею цвинтаря), статуя Маріана та камінь на згадку про тих, хто похований на колишньому цвинтарі Бродовського (поставлений 6 вересня 2014 року).